# Daiju Takase
Daiju Takase (Tóquio, 20 de abril de 1978) é um lutador japonês de MMA (mixed marcial arts). Lutou como peso médio e meio-médio no Ultimate Fighting Championship  e no Pride. Ele é conhecido por ser o primeiro dos dois lutadores japoneses a ganharem do campeão dos médios do UFC Anderson Silva. Um terceiro japonês, Yushin Okami, teria sua vitória decretada contra Anderson Silva, depois de o campeão desferir um golpe ilegal e ser desqualificado.
Takase estreou no MMA no Pride 3, onde derrotou o lutador de sumô Emmanuel Yarborough. Ele então lutou em uma variedade de organizações, incluindo Pancrase e do UFC, enfrentando fortes adversários, como nas derrotas para Jeremy Horn, Minowa Ikuhisa, e Schembri Nino.
Em 8 de junho de 2003, Takase enfrentou Anderson Silva no Pride 26. Na época, Silva vinha de uma chave muito forte, e consideranto o cartel inexpressivo de Takase, ele era um grande azarão. No entanto, Takase surpreendeu os espectadores com uma vitória por finalização(triângulo). Com esta vitória, ele tornou-se notável por ser um dos cinco homens que já derrotaram Anderson Silva.
Takase então lutou na promoção do Pride Bushido e enfrentou nomes como Carlos Newton,Rodrigo Gracie e Sakurai Hayato.

## Histórico no MMA
| Cartel no MMA       |             |             |
| 26 lutas            | 11 vitórias | 13 derrotas |
| Por nocaute         | 0           | 6           |
| Por finalização     | 5           | 1           |
| Por decisão         | 6           | 5           |
| Por desqualificação | 0           | 1           |
| Empates             | 2           | 2           |
| No contest          | 0           | 0           |

| Res.    | Cartel  | Oponente            | Método                        | Evento                                             | Data                    | Round | Tempo | Local                             | Notas |
| ------- | ------- | ------------------- | ----------------------------- | -------------------------------------------------- | ----------------------- | ----- | ----- | --------------------------------- | ----- |
| Vitória | 11-13-2 | Yuji Sakuragi       | Submission (guillotine choke) | Deep - Haleo Impact                                | 22 de dezembro de 2012  | 2     | 1:33  | Tokyo, Japan                      |       |
| Vitória | 10-13-2 | Brandon Kesler      | Decision (unanimous)          | Dare Fight Sports - Dare 1/12                      | 7 de janeiro de 2012    | 3     | 5:00  | Bangkok, Thailand                 |       |
| Empate  | 9-13-2  | Hoon Kim            | Draw (majority)               | Pancrase - Passion Tour 4                          | 29 de abril de 2010     | 2     | 5:00  | Tokyo, Japan                      |       |
| Vitória | 9-13-1  | Mr. X               | Submission (armbar)           | TFC - Titan Fighting Championship 5                | 23 de agosto de 2009    | 1     | 2:17  | Tokyo, Japan                      |       |
| Vitória | 8-13-1  | Shuji Morikawa      | Decision (split)              | GCM - Cage Force 11                                | 27 de junho de 2009     | 3     | 5:00  | Tokyo, Japan                      |       |
| Derrota | 7-13-1  | Masataka Chinushi   | KO (punch)                    | Heat - Heat 8                                      | 14 de dezembro de 2008  | 2     | 4:57  | Tokyo, Japan                      |       |
| Derrota | 7-12-1  | Terry Martin        | DQ (low blows)                | Adrenaline MMA: Guida vs. Russow                   | 14 de junho de 2008     | 2     | 3:35  | Chicago, Illinois, United States  |       |
| Derrota | 7-11-1  | Hector Lombard      | KO                            | X - plosion 13                                     | 18 de março de 2006     | 1     | 4:40  | Australia                         |       |
| Derrota | 7-10-1  | Daniel Acácio       | TKO (soccer kicks)            | Pride Bushido 6                                    | 3 de abril de 2005      | 2     | 3:34  | Yokohama, Japan                   |       |
| Vitória | 7-9-1   | Carlos Newton       | Decision (split)              | Pride Bushido 3                                    | 23 de maio de 2004      | 2     | 5:00  | Yokohama, Japan                   |       |
| Vitória | 6-9-1   | Chris Brennan       | Decision (unanimous)          | Pride Bushido 2                                    | 15 de fevereiro de 2004 | 2     | 5:00  | Yokohama, Japan                   |       |
| Derrota | 5-9-1   | Hayato Sakurai      | Decision (unanimous)          | Pride Shockwave 2003                               | 31 de dezembro de 2003  | 3     | 5:00  | Saitama, Japan                    |       |
| Derrota | 5-8-1   | Rodrigo Gracie      | Decision (unanimous)          | Pride Bushido 1                                    | 5 de outubro de 2003    | 2     | 5:00  | Saitama, Japan                    |       |
| Vitória | 5-7-1   | Anderson Silva      | Submission (triangle choke)   | Pride 26                                           | 8 de junho de 2003      | 1     | 8:33  | Yokohama, Japan                   |       |
| Derrota | 4-7-1   | Antonio Schembri    | Decision (split)              | Pride The Best Vol.2                               | 20 de julho de 2002     | 2     | 5:00  | Tokyo, Japan                      |       |
| Vitória | 4-6-1   | Johil de Oliveira   | Decision (unanimous)          | Pride The Best Vol.1                               | 22 de fevereiro de 2002 | 2     | 5:00  | Tokyo, Japan                      |       |
| Vitória | 3-6-1   | LaVerne Clark       | Submission (triangle choke)   | Pancrase - 2001 Neo-Blood Tournament Opening Round | 29 de julho de 2001     | 2     | 0:16  | Tokyo, Japan                      |       |
| Derrota | 2-6-1   | Kiuma Kunioku       | Decision (majority)           | Pancrase - Proof 2                                 | 31 de março de 2001     | 3     | 5:00  | Osaka, Japan                      |       |
| Derrota | 2-5-1   | Fabiano Iha         | TKO (strikes)                 | UFC 29                                             | 16 de dezembro de 2000  | 1     | 2:24  | Tokyo, Japan                      |       |
| Derrota | 2-4-1   | Nate Marquardt      | KO (knee)                     | Pancrase - Trans 4                                 | 26 de junho de 2000     | 2     | 1:30  | Tokyo, Japan                      |       |
| Vitória | 2-3-1   | Daisuke Watanabe    | Decision (unanimous)          | Pancrase - Trans 1                                 | 23 de janeiro de 2000   | 1     | 10:00 | Tokyo, Japan                      |       |
| Derrota | 1-3-1   | Kenichi Yamamoto    | Decision (unanimous)          | UFC 23                                             | 19 de novembro de 1999  | 3     | 5:00  | Tokyo, Japan                      |       |
| Derrota | 1-2-1   | Ikuhisa Minowa      | Submission (triangle choke)   | Pancrase - 1999 Neo-Blood Tournament Opening Round | 1 de agosto de 1999     | 1     | 7:59  | Tokyo, Japan                      |       |
| Derrota | 1-1-1   | Jeremy Horn         | TKO (strikes)                 | UFC 21                                             | 16 de julho de 1999     | 1     | 4:41  | Cedar Rapids, Iowa, United States |       |
| Empate  | 1-0-1   | Daisuke Ishii       | Draw                          | Pancrase - Breakthrough 4                          | 18 de abril de 1999     | 1     | 15:00 | Yokohama, Japan                   |       |
| Vitória | 1-0     | Emmanuel Yarborough | Submission (strikes)          | Pride 3                                            | 24 de junho de 1998     | 2     | 3:22  | Tokyo, Japan                      |       |